# Harry Osborn
Harry Osborn é um personagem fictício e um anti-herói que aparece nas revistas em quadrinhos publicadas pela Marvel Comics. O personagem apareceu pela primeira vez em The Amazing Spider-Man #31 (dezembro de 1965), criado por Stan Lee e Steve Ditko. Ele é o melhor amigo de Peter Parker, filho de Norman Osborn e o segundo Duende Verde.
O personagem apareceu em muitas adaptações do Homem-Aranha fora dos quadrinhos, incluindo a trilogia de filmes de 2002-2007, interpretado por James Franco, e em The Amazing Spider-Man 2, de 2014, interpretado por Dane DeHaan.

## Publicação
Criado por Stan Lee e Steve Ditko, apareceu primeiramente em The Amazing Spider-Man #31 (dezembro de 1965), quando Peter Parker ingressou na universidade. Harry chegou a ser seu companheiro de quarto, quando Peter deixou a casa da tia May. Ele sempre teve uma relação tensa com seu pai (que sofria de psicoses causadas pelas fórmulas químicas que o transformaram em supervilão) e chegou a sofrer dependência de drogas, assunto que causou polêmica entre os leitores e censores americanos. Após descobrir que o seu pai era o Duende Verde, Harry assistiu a batalha mortal dele contra o Homem-Aranha, o que lhe desestabilizou completamente, fazendo-o jurar vingança quando seu pai foi morto acidentalmente pelo herói. Assim como seu pai, Harry descobriu a identidade secreta de Peter e, cada vez mais psicótico, transformou-se no segundo Duende Verde. Harry tentou controlar sua insanidade e teve alguns períodos de equilíbrio, chegando a se casar e fazer terapia. Mas houve novas recaídas e, num último ataque ensandecido no qual preparou a explosão de uma casa, acabou morrendo por envenenamento dos produtos químicos de seu pai que Harry injetara em si.

## Biografia ficcional
Harry Osborn nasceu em Nova York, filho de Norman Osborn e Emily Lyman. Sua mãe morreu quando lhe deu à luz, como consequência do enfraquecimento por uma doença que contraíra vários anos antes. Norman transformou-se em um pai frio e distante, sofrendo de ataques de fúria contra o filho, por vezes açoitando-o com um chicote.  Como resultado, Harry passa grande parte de sua vida tentando desesperadamente obter a aprovação de seu pai.
Ao se formar na escola secundária, ele se matricula na Universidade de Empire State. Entre os estudantes mais ricos da escola, Harry logo se torna um dos mais populares, apesar de seu jeito tímido. Ele forma uma turma com outros "riquinhos", dentre eles a encantadora Gwen Stacy, a quem Harry conhecia desde a escola primária. Mas Gwen logo se intrigou com o novo e misterioso estudante, Peter Parker, por quem acabou se apaixonando. Harry não gosta de Parker; então se ressentiu da atenção que Gwen dá a ele. Depois de confrontá-lo, Harry percebe que Peter é tímido e está preocupado com a doença de sua tia May Parker. Apesar desse começo rochoso, Harry e Peter se tornaram bons amigos, chegando a dividir um luxuoso apartamento. 
Harry não percebe que seu melhor amigo é o super-herói Homem-Aranha, nem que seu pai se tornou o supervilão Duende Verde em um acidente ao tentar criar um super-soro. Em uma das inúmeras batalhas do Homem-Aranha contra o Duende Verde, ambos descobriram a identidade um do outro. Peter ficou horrorizado quando viu que o pai de seu melhor amigo era seu pior inimigo. Durante a luta, um choque elétrico removeu toda a memória do Duende Verde da mente de Norman. O Homem-Aranha, então, escondeu todas as evidências da dupla identidade de Norman para impedir que Harry ficasse magoado. 
No entanto, a personalidade de Duende Verde de Norman ressurge de vez em quando. Estes eram tempos difíceis para Harry, que experimentou drogas gradualmente pesadas à sua estabilidade mental e ao relacionamento com seus amigos. Certa vez, o Homem-Aranha chegou a conseguir trazer Norman de volta à sua personalidade normal quando chocou-o mostrando Harry desfalecido por ingestão de cocaína. 

### O segundo Duende Verde

Harry Osborn como o novo Duende Verde, lutando contra o Homem-Aranha na capa de The Amazing Spider-Man #136. Arte de John Romita.

O estilo de vida auto-destrutivo de Harry acabou por fazer seu namoro com Mary Jane terminar. Desconsolado, Harry usa drogas e sofre uma overdose de anfetaminas. Ele sobrevive, mas essa tragédia, agravada por uma iminente falência, leva seu pai ao limite. A gota d'água para sua sanidade foi presenciar secretamente o confronto entre seu pai (como Duende Verde) e o Homem Aranha, na ocasião em que o Duende Verde sequestrou Gwen Stacy como isca, causando sua morte ao derrubá-la da Ponte George Washington (ou Ponte do Brooklyn). Em uma batalha viciosa com o Homem-Aranha, o Duende Verde acidentalmente empala-se em seu próprio planador.. Querendo proteger a identidade de seu pai, tira o corpo de Norman Osborn da fantasia de Duende Verde para esconder. Culpando o Homem-Aranha pelo "assassinato" de seu pai, Harry, irritado e mentalmente desequilibrado, jura vingança. 
Tendo herdado a empresa de seu pai, Harry consegue recuperar o negócio. Um dia, para seu choque, ele encontra o traje do Homem-Aranha no apartamento de Peter Parker e percebe que seu melhor amigo é o homem que ele culpa pela morte de seu pai.  Na mansão de Norman, Harry acaba por descobrir as salas secretas, contendo todo o equipamento utilizado pelo Duende Verde, bem como a poção que seu pai ingeria para adquirir habilidades sobre-humanas. Aperfeiçoando o equipamento e a poção, Harry assume  a identidade de Duende Verde, iniciando sua carreira como vilão ao tentar vingar-se do Homem Aranha.
Não querendo machucar Harry, Peter evita lutar contra seu velho amigo. Depois que o Homem-Aranha é capaz de frustrar a tentativa inicial de Harry de matá-lo, Harry é derrubado inconsciente e levado em custódia policial. Lá, ele fala que ele é o verdadeiro Duende Verde e Peter Parker é o Homem-Aranha, mas é demitido como um lunático. Ele é colocado no cuidado do psicólogo criminal Dr. Bart Hamilton para extrair os segredos de Duende Verde de Harry através da hipnose, e entra no conhecimento profundo dentro da mente de Harry. Hamilton então invade um dos esconderijos de Harry e se torna o terceiro Goblin Verde. Enquanto isso, Harry é libertado e considerado curado. Ele sustenta uma concussão que o faz esquecer seu conhecimento da identidade do Homem-Aranha e ele e Peter reavivam sua amizade.
Por um tempo, a vida de Harry parece voltar aos trilhos; sua empresa começa a ter lucros mais uma vez, e ele desenvolve um romance com Liz Allan depois de se encontrarem no casamento de Betty Brant e Ned Leeds. Não muito tempo depois, eles se casaram e tiveram um filho, a quem batizaram de Normie Osborn, em homenagem ao seu falecido avô paterno. Harry também dá sua bênção para o casamento de Peter e Mary Jane Watson. No entanto, Harry começa a recuperar as suas memórias quando é chantageado pelo Duende Macabro original (Roderick Kingsley) com um pacote que contém provas de que seu pai era o Duende Verde original. Quando o Duende Macabro descobre que ele invadiu todos os esconderijos de Norman, ele deixa Harry sozinho, sabendo que não tinha mais nada a lhe oferecer. Mais tarde, Harry é forçado a agir como Duende Verde algumas vezes, uma vez para derrotar o segundo Duende Macabro (Jason Macendale). Este Duende Macabro está procurando a fórmula que deu a força super-humana do Duende Verde; Harry é capaz de derrotá-lo esvaziando todo o suprimento de bombas de abóbora do Duende Macabro. Harry ainda se pergunta se ele poderia usar o alter-ego Duende Verde para uma carreira como super-herói, mas Peter o convence de não fazer isso. Harry enterra a ameaça do Duende Verde dentro de sua mente mais uma vez e se concentra em sua empresa e família.

### Morte
A sanidade de Harry perdeu-se novamente durante a  Saga Inferno, onde seu subconsciente maligno foi reavivado, e ele voltou a sentir todo o antigo ódio pelo Homem Aranha. Novamente aprimorando a poção inventada por seu pai, ele voltou a atuar. Graças à nova formulação, ele torna-se um oponente formidável, derrotando o herói em batalha.
Para consumar sua vitória, ele apreende Peter Parker na mansão de seu falecido pai e, promovendo uma festa à qual convida todos os antigos "amigos" do seu pai (que o haviam renegado em sua má fase), ele implanta várias bombas na casa, planejando se livrar de todos que prejudicaram sua família. Porém, quando Mary Jane e seu próprio filho chegam à casa, ele acaba por recobrar parte de sua sanidade, salvando-os da explosão. Em seguida, ele salva o próprio Peter Parker, momentos antes da explosão. Porém, o choque da explosão aliado ao efeito danoso da poção mais potente que ele havia desenvolvido faz com que o jovem tenha uma parada cardíaca, morrendo nos braços de Peter Parker enquanto pede perdão.

### Atualmente
Harry Osborn volta à vida na saga "Um Novo Dia". A justificativa de sua sobrevida seria o fator de cura do soro do Duende, que não o deixaria morrer, tal qual acontece com Norman Osborn. Harry quase entrou para o grupo dos Vingadores de Norman Osborn, onde seu pai lhe ofereceu um cargo de super-herói, o Filho da Pátria. Mas Norman escondeu suas reais intenções do filho; este, ao descobri-las, recusou a oferta - não sem dar uma surra memorável no velho canalha e estar a um passo de matá-lo!

## Poderes e Habilidades
A maior parte de sua vida, Harry não possuiu super-habilidades. Porém, quando ingeriu a "poção do Duende" formulada por seu pai, sua força foi aumentada a níveis sobre-humanos. Sua resistência, agilidade e inteligência também foram aumentadas, sendo a totalidade dos efeitos da poção desconhecidos. Harry também contava com um arsenal aprimorado do Duende Verde original, como o planador pessoal em forma de morcego, as bombas de arremesso em forma de abóbora e os bumerangues.

## Outras versões

### Ultimate Marvel
Em Ultimate Spider-Man, Harry se torna o Duende Macabro.

### Saga do Clone
No relato simplificado da Saga do Clone, Harry secretamente sobreviveu à sua batalha final com o Homem-Aranha e tem Kaine sob seu emprego. Ele parece estar ainda louco do soro de globolina e clona seu pai falecido, que aparentemente foi realmente morto por seu planador nesta realidade. Harry logo se dirige para atacar Ben Reilly sob o disfarce do Duende Verde. Seus planos são frustrados quando Kaine troca de lado. O clone de Norman, que não é louco por não estar exposto ao soro de globolina, tenta convencer Harry a parar antes de sacrificar-se saltando na frente do deslocável planador do Duende (semelhante à morte de Ben Reilly no universo principal). A série termina com um furioso Harry jurando vingança.

## Em outras mídias

### Televisão
- Na série de 1981 Homem-Aranha e Seus Incríveis Amigos, Harry é apenas citado como companheiro de quarto de Peter.
- Em Spider-Man: The New Animated Series ele é um personagem importante, e acaba virando o Duende Verde.
- Aparece em The Spectacular Spider-Man
- Ultimate Spider-Man, Harry Osborn se destaca pelo fato de ser o primeiro hospedeiro do simbionte Venom .
- Aparece em  Marvel's Spider-Man.
- Em Seu Amigão da Vizinhança: Homem-Aranha, Harry é introduzido como um estudante brilhante e amigo leal de Peter Parker. Filho de Norman Osborn, um cientista influente que orienta Peter, Harry inicialmente desconhece a identidade secreta do amigo. Ao longo da série, ele descobre que Peter é o Homem-Aranha, o que fortalece sua amizade.

### Cinema
- O ator James Franco interpreta Harry na trilogia de Sam Raimi. É o melhor amigo de Peter Parker e inveja a sua inteligência. No primeiro filme, Harry tem um caso com Mary Jane, assume as empresas Oscorp e após ver o Homem-Aranha deixando o corpo do pai em sua casa ele acha que foi o próprio herói que o matou e decide buscar vingança. Na sequência, financia os estudos do Dr. Otto Octavius que se torna o Dr. Octopus, e lhe fornece trítio em troca do Homem-Aranha. Mas, ao desmascarar o herói cativo, descobre que é Peter e se vê incapaz de matar o amigo. Ao final do filme, descobre todo o equipamento do Duende Verde deixado pelo pai - e no filme seguinte, decide usá-lo, virando o Novo Duende para acertar as contas com Peter. Na luta é atingido por uma bomba-abóbora do arsenal do Duende que desfigura parte de seu rosto. Após finalmente descobrir a verdade sobre a morte do pai, Harry decide ajudar o Homem-Aranha a salvar Mary Jane de Venom e o Homem-Areia, embora o primeiro acabasse por feri-lo mortalmente. Harry morre pouco após ele e Peter perdoarem um ao outro.

- O Ator Dane DeHaan, em 2014, interpretou Harry Osborn, na época em que havia herdado as indústrias Oscorp, e sendo retirado do cargo, pela suposta morte de Max Dillon, transformado em Electro. No filme, O Espetacular Homem Aranha 2, Harry descobre que o pai possui uma doença grave: Hiperplasia Retroviral, e que era genética. Harry precisaria de um transplante de sangue do homem aranha, já que o mesmo consegue regenerar as células de seu corpo, e o transplante poderia regenerar as células doentes. Quando Harry se encontra com o Aracnídeo (sem saber de sua identidade secreta), e ele explica do que precisa, o Aranha nega sem pestanejar, fazendo com que Harry o tente atacar, e com que ele fique com um ódio mortal pelo Homem-Aranha, questionando-o por ele ser herói, ele deveria salvar a vida de Harry, deveria ajudá-lo a sobreviver. Por causa da negação de Peter, Harry vai até o instituto onde internaram Electro, eles dois se tornam parceiros com o seguinte acordo: Harry deveria libertar Electro, Electro devia ajudar Harry a entrar na Oscorp (pois, ele a havia perdido). Harry precisava entrar na Oscorp por causa do soro-aranha, mas ele não sabe que o soro só funcionaria de maneira adequada na linhagem genética de Peter. Esse fato faz com que ele injete o soro nele mesmo, tendo um resultado catastrófico, transformando em Duende Verde. No final do filme há um confronto entre Harry e Peter, no qual Harry observando Gwen e o Homem Aranha descobre que Peter é o Aracnídeo e toma Gwen Stacy nos braços, e começa a provocá-la e ameaçá-la, Peter, subitamente pede para que por favor Harry a deixe em paz, no final das contas Harry atira Gwen do topo de uma torre relógio, e Peter não consegue salvá-la a tempo. Harry acaba parando numa prisão de criminalmente insanos, comandando ataques a Nova Iorque.

### Jogos
- No jogo Spider-Man: The Movie, um modo extra possui Harry virando o Duende Verde. Harry também é jogável na adaptação de Spider-Man 3 e em Spider-Man: Friend or Foe.
- Aparece na cena pós-créditos em  Spider-Man e sua expansão autônoma Spider-Man: Miles Morales